# Lloyd Shapley

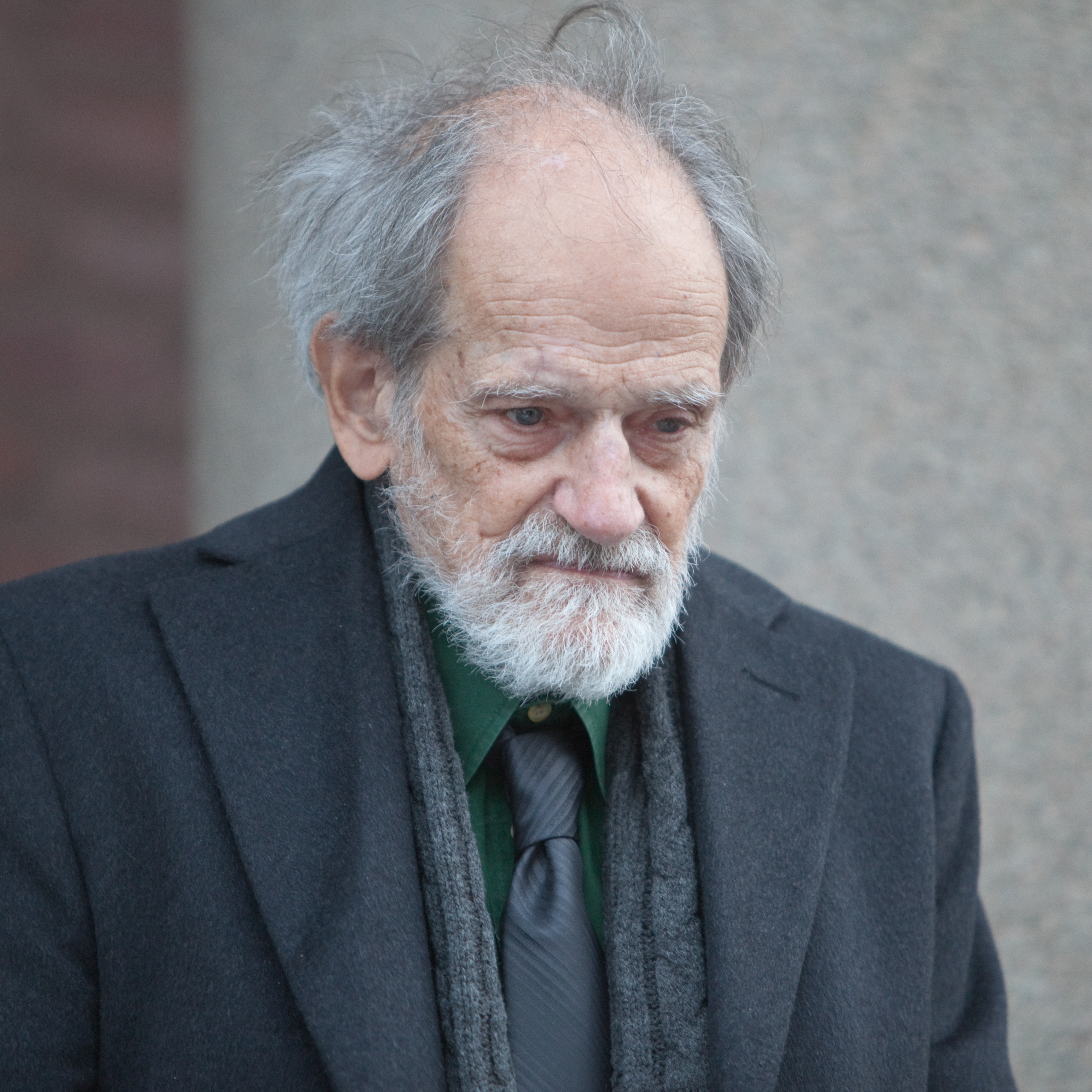
Lloyd Shapley i Stockholm 2012.

Lloyd Shapley, född 2 juni 1923 i Cambridge, Massachusetts, död 12 mars 2016 i Tucson, Arizona, var en amerikansk nationalekonom. Han var son till astronomen Harlow Shapley.
År 2012 tilldelades han Sveriges Riksbanks pris i ekonomisk vetenskap till Alfred Nobels minne tillsammans med Alvin Roth med motiveringen "för teorin om stabila allokeringar och för utformning av marknadsinstitutioner i praktiken". Shapley var verksam vid University of California, Los Angeles i Kalifornien.